# Donald (rivière)
Pour les articles homonymes, voir Donald.
La  rivière Donald  (anglais : Donald River) est un cours d’eau de la région de Hawke's Bay dans l’Île du Nord de la Nouvelle-Zélande.

## Géographie
Elle s’écoule vers le sud-est à partir de la chaîne de Kaweka Ranges dans le Kaweka Forest Park, atteignant la rivière Tutaekuri à 20 km à l’ouest de Napier.
Le New Zealand Department of Conservation maintient en état un chemin de randonnée (voir chemins de randonnées en Nouvelle-Zélande) le long du cours de la rivière.